# Оскар Друде
Оскар Друде (нім. Carl Georg Oscar Drude (5 червня 1852, Брауншвейг, Німеччина — 1 лютого 1933, Дрезден, Німеччина) — німецький ботанік, еколог, геоботанік.
Поділяв рослинність Землі на шість ботаніко-географічних зон (областей), з кліматичної точки зору, і на 14 флористичних царств, котрі за складом і походженням згрупував у бореальну, тропічну та південну групи. Встановив «закон відносної постійності місцезростань».

## Біографія
З 1870 р. вивчав природознавство та хімію у Collegium Carolinum у м. Брауншвейг, а з 1871 р. — у Геттінгенському університеті, де і отримав ступінь доктора у 1874 р.
З 1876 р. — приват-доцент ботаніки у Геттінгенському університеті. Був помічником Августа Гризебаха.
1879–1921 — професор ботаніки Дрезденського вищого технічного училища (пізніше — Ботанічного інституту Дрезденського технічного університету).
1906–1907, 1918-1919 — ректор Дрезденського технічного університету.

## Досягнення
Засновник і директор Ботанічного саду в Дрездені.
Друде написав ряд статей з ботанічної географії, у 1890 р. узагальнив свої спостереження у книзі «Handbuch der Pflanzengeografie».
Оскар Друде запровадив у наукову практику шкалу рясності рослин (шкала Друде або шкала Гульта-Друде), котра показує чисельність і проективне покриття особин рослин згідно з оковимірною оцінкою в балах з використанням приблизної величини проективного покриття (у відсотках).
У 1913 році Друде запропонував систему життєвих форм рослин, котра була переважно фізіономічною.

## Визнання
Іменем вченого названо рід Drudeophytum J.M.Coult. et Rose з родини Apiaceae (нині вважається синонімом роду Tauschia Schltdl.)
У 1961–1964 роках у Німеччині виходив ботанічний журнал «Drudea».

## Окремі публікації
- Drude O. Die Biologie von Monotropa hypopitys L. und Neottia nidus avis L. Göttingen, 1873.
- Drude O. Die Anwendung physiologischer Gesetze zur Erklärung der Vegetationslinien. — Göttingen: A. Breithaupt, 1876.
- Drude O. Ausgewählte Beispiele der Fruchtbildung bei den Palmen. // Botanische Zeitung, 1877.
- Drude O. Cyclanthaceae, Palmae in Martii Flora Brasiliensis. München, 1881–1882.
- Drude O. Die insektenfressenden Pflanzen, in Schenk's Handbuch der Botanik, 1881.
- Drude O. Die Morphologie der Phanerogamen, in Schenk's Handbuch der Botanik, 1881.
- Drude O. Die Florenreiche der Erde. Gotha, 1884.
- Drude O. Die systematische und geographische Anordnung der Phanerogamen, in Schenk's Handbuch der Botanik, 1887.
- Drude O. Atlas der Pflanzenverbreitung // Berghaus' Physikal. Atlas, V, Gotha, 1887.
- Drude O. Über die Prinzipien in der Unterscheidung von Vegetationsformationen, erläutert an der erlautern an der zentraleuropäischen Flora // Botanische Jahrbuch. 1890. Bd 11. S. 21-51.
- Drude O. Handbuch der Pflanzengeographie. Stuttgart: J. Engelhorn, 1890.
- Drude O. Deutschlands Pflanzengeographie, 1896.
- Drude O. Der Hercynische Florenbezirk. In: Engler und Drude. Die Vegetation der Erde, VI. Leipzig, 1904.
- Drude O. Die Ökologie der Pflanzen, 1913[3].